# کاج چین
کاج چین (نام علمی: Cathaya) نام یک سرده از division مخروطیان است.